# Armoriale di Casa Della Scala
Questo articolo presenta gli stemmi adottati nel corso del tempo dalla famiglia Della Scala, signori di Verona.
| Stemma | Nome del principe e blasonatura |
| ------ | --- |
|        | Stemma antico, a partire da Mastino I della Scala (?-1277). Di rosso, alla scala di 4 pioli d'argento, posta in palo. |
|        | Variante dello stemma precedente. Di rosso, alla scala d'argento in palo, trattenuta da due levrieri controrampanti, d'argento.                                                                                              |
|        | Alboino della Scala e Cangrande I della Scala, a seguito della nomina a vicari imperiali nel 1311 da parte di Enrico VII. Di rosso, alla scala di 4 pioli d'argento, posta in palo, sormontata dall'aquila bicipite di nero. |
|        | Cansignorio della Scala (1340-1375). Di rosso, alla scala di 5 pioli d'argento, posta in palo. |